# Ambassade de Géorgie en France
L'ambassade de Géorgie en France est la représentation diplomatique de la république de Géorgie auprès de la République française. Elle est située 8, rue Brémontier dans le 17e arrondissement de Paris.

## Histoire
Si l’un des premiers Géorgiens officiellement en relation avec la France fut Saba Soulkhan Orbéliani qui se rendit à la Cour de Versailles afin de remettre à Louis XIV en avril 1714 une lettre du roi Vakhtang (la Géorgie souhaitant obtenir la protection d’un royaume chrétien face à la menace musulmane), il avait été précédé deux siècles plus tôt par des émissaires géorgiens qui avaient tenté d’attirer l’attention de François Ier pour la même raison.
En 1919, la conférence de la paix de Paris est l’opportunité pour la délégation géorgienne -conduite par Nicolas Tcheidze et Irakli Tsérétéli, deux ténors de la révolution de février 1917 à Petrograd- de faire reconnaître la Géorgie auprès des grandes puissances et de s’en faire l’avocat auprès de Georges Clemenceau et son gouvernement. 
Mais c’est en définitive en janvier 1921, qu’une Légation géorgienne est ouverte à Paris, quelques jours après la reconnaissance de la république démocratique de Géorgie par la République française et quelques jours avant l’invasion du territoire géorgien par les armées de la Russie soviétique : elle est confiée à Akaki Tchenkéli -ministre plénipotentiaire pour l’Europe de l’Ouest- et à Sossipatré Assathiany, son premier secrétaire : elle assurera des fonctions diplomatiques et consulaires jusqu’en 1933, année où sous la pression de l’URSS elle disparait. 
L'ambassade de Géorgie en France est ouverte le 20 novembre 1993, après la restauration de l’indépendance de la Géorgie le 26 mai 1991 par Zviad Gamsakhourdia et après la reconnaissance diplomatique par la République française le 21 août 1992. au 104, avenue Raymond-Poincaré dans le 16e arrondissement de Paris ; à compter du 3 mars 2020, elle est transférée au 8 rue Brémontier, dans le 17e arrondissement de Paris.

## Ambassadeurs

### Gotcha Tchogovadzé (1993-2004)
La candidature de M. Gotcha Tchogovadzé, physicien et membre de l’Académie des sciences de Géorgie, est proposée par le président Edouard Chevardnadze au Parlement géorgien, qui l’accepte par un vote : il sera en poste du 20 novembre 1993 au 17 février 2004. Il  fait connaître la culture géorgienne en France, facilitant les manifestations artistiques (concerts, expositions, lecture de poèmes avec traduction), les coopérations territoriales franco-géorgiennes (Nantes-Tbilissi, Yonne-Kakhétie) et instruit la reconnaissance par l’UNESCO des chants polyphoniques géorgiens comme partie du patrimoine oral et immatériel de l'humanité (2001).

### Lana Gogoberidzé (intérim en 2004)
À la demande du président Mikheil Saakachvili, Lana Gogoberidzé, cinéaste et représentante de la Géorgie au Conseil de l'Europe à Strasbourg, assure durant quelques mois les fonctions de chargée d'affaires sans être accréditée par la France. Elle devient ensuite représentante auprès de l'UNESCO à Paris, en liaison avec l'ambassade. 

### Natia Djaparidzé (2004-2007)
La candidature de Natia Djaparidzé, professeur de civilisation et de littérature françaises à l'université de Tbilissi et responsable de la délégation du Conseil de l'Europe en Géorgie, est proposée par le président Mikheil Saakachvili au Parlement géorgien, qui l’accepte par un vote le 10 août 2004 : elle restera en poste du 6 septembre 2004 au 15 janvier 2007. Elle facilite, elle aussi, la diffusion d’une meilleure connaissance de la culture géorgienne en France ; elle instruit le dossier de candidature du pays au poste d’observateur au sein de l’Organisation internationale de la francophonie et le fait aboutir ; elle fait participer la Géorgie au Salon du tourisme de Paris. Elle organise une série de visites officielles géorgiennes en France, dont celle du président Saakachvili auprès du président Chirac.

### Mamouka Koudava (2007-2012)
La candidature de Mamouka Koudava, ancien vice-ministre géorgien de la Défense, est proposée par le président Saakachvili au Parlement géorgien, qui l’accepte par un vote le 27 décembre 2006 : il restera en poste du 15 janvier 2007 au 5 octobre 2012. Parallèlement aux autres objectifs, il est chargé de l’appui auprès des autorités et de l’opinion publique françaises des négociations menant à une candidature géorgienne à l'OTAN et à un accord d’association avec l’Union européenne ; après la guerre russo-géorgienne d'août 2008, il se consacre à consolider la position de son pays. Il est le dernier ambassadeur géorgien à représenter son pays au Portugal tout en résidant à Paris.

### Ecateriné Siradzé-Delaunay (2013-2018)
Après le changement de majorité parlementaire, la candidature d'Ecateriné Siradzé-Delaunay, ancienne dirigeante d’organisation non gouvernementale, est acceptée par le Parlement géorgien le 20 février 2013. Elle organise une série de visites géorgiennes en France, au niveau du Président de la République (Guiorgui Margvelachvili, des Premiers ministres (Irakli Garibachvili, Guiorgui Kvirikachvili) et ministres, notamment relatives à l’accord d’association entre la Géorgie et l’Union européenne, aux affaires de sécurité intérieure, de défense et marquant la solidarité de son pays vis-à-vis de la France lors des attentats de janvier et novembre 2015. L'un des points forts de son mandat est la participation de la Géorgie à la première exposition de la Cité du Vin à Bordeaux le 14 septembre 2017.

### Tea Katukia (2019-2022)
La candidature de Tea Katukia (auparavant rédactrice en chef du magazine français Diplomatie et déléguée générale de l'Union paneuropéenne de France), proposée par le Premier ministre géorgien Mamouka Bakhtadze, est acceptée par la présidente de la Géorgie Salomé Zourabichvili le 31 juillet 2019; elle présente ses lettres de créance à la directrice générale de l’UNESCO Audrey Azoulay le 7 octobre 2019, au président de la République française Emmanuel Macron le 10 décembre 2019, et au prince Albert II de Monaco le 22 septembre 2020.
Dès sa prise de fonction, elle organise le transfert de l'ambassade de Géorgie à Paris dans les locaux actuels, au 8 rue Brémontier, dans le 17e arrondissement de Paris. 
Son mandat de trois ans à la tête de la mission diplomatique géorgienne en France est marqué par la pandémie de Covid-19 (11 mars 2020) et le déclenchement de l’invasion de l’Ukraine par la fédération de Russie (24 février 2022). Durant la pandémie, les services consulaires de l’ambassade mettent en place une cellule de crise en liaison avec les citoyens géorgiens résidant en France et coordonnent les opérations d'aides et de rapatriement des Géorgiens restés sur le territoire français.
Elle organise à Paris un grand nombre de visites officielles et de travail avec la présidente de la Géorgie ainsi qu’avec les ministres géorgiens des Affaires étrangères, de l’Intérieur, de l’Économie, de la Culture et des Sports, de l’Éducation ou encore des Infrastructures. En outre, Tea Katukia coordonne et accueille à plusieurs reprises des délégations parlementaires géorgiennes à Paris dans le cadre d’échanges politiques et économiques avec le Sénat et l’Assemblée nationale. Son mandat est particulièrement marqué par la tenue à Paris, le 2 décembre 2019, de la réunion inaugurale du dialogue structuré Amilakhvari avec la participation notamment des ministres géorgien et français des Affaires étrangères, ainsi que par l’organisation le 26 septembre 2021 des cérémonies d’hommage rendu au lieutenant-colonel Dimitri Amilakvari dans le jardin de la Chancellerie de l'ordre de la Libération et du ravivage de la flamme sous l’Arc de triomphe, en présence des plus hautes autorités civiles et militaires françaises et géorgiennes. En marge des cérémonies du 26 septembre 2021, est également organisée une cérémonie du dépôt de gerbes sur la tombe du Soldat inconnu sous l’Arc de Triomphe en présence de la présidente de la Géorgie, Salomé Zourabichvili, et du président de la République française, Emmanuel Macron. Elle organise par ailleurs le 10 juin 2021 une visite de travail entre le prince Albert II de Monaco et la présidente de la Géorgie dans la principauté de Monaco.
Durant les trois années de son mandat à l’UNESCO, la Géorgie obtient d’importants résultats en matière culturelle, patrimoniale et environnementale. En octobre 2019, Tbilissi est désignée par l’UNESCO comme Capitale mondiale du livre. En juin 2021, les forêts pluviales et les zones humides de Colchide en Géorgie obtiennent en outre l’inscription sur la liste du patrimoine mondial de l’UNESCO. Et en juin 2022, deux espaces naturels géorgiens obtiennent pour la première fois le statut de réserve de biosphère : le site de Dedoplistskaro et celui des trois rivières Alazani.
Tea Katukia démissionne de son mandat le 1er juillet 2022, dénonçant dans une lettre rendue publique dans les médias géorgiens les nombreuses pressions exercées par le pouvoir exécutif à son encontre, dès sa prise de fonction en France,,,. Elle y révèle notamment de très graves dysfonctionnements internes au sein de l’ambassade de Géorgie à Paris, et y dénonce un climat permanent d’intimidation et de menaces, qu’elle qualifie de pratiques claniques et clientélistes à l’opposé des valeurs européennes censées être promues par les autorités géorgiennes. Une situation qui trouverait sa source, selon plusieurs médias géorgiens, dans sa trop grande proximité avec la présidente Salomé Zourabichvili (en conflit ouvert avec le Premier ministre Irakli Garibachvili) et ses prises de position jugées trop pro-européennes et trop pro-ukrainiennes, dans un contexte où l’exécutif géorgien semble se rapprocher ostensiblement de la Russie,,.

### Gotcha Javakhichvili (2022-2024)
Gotcha Javakhichvili prend ses fonctions en novembre 2022, après avoir été ministre-conseiller, chef de mission adjoint de la représentation permanente de la Géorgie auprès de l'UNESCO, ambassadeur itinérant chargé de la francophonie, ancien ministre-conseiller près l'ambassade de Géorgie en France. Il démissionne le 9 mai 2024 à la suite de l'adoption de la loi sur « l'influence étrangère » en Géorgie (manifestations de 2023-2024 en Géorgie).

## Consulat
Les questions consulaires sont traitées à l'ambassade par un consul et son équipe. Fin 2013, le consulat estimait que 8 460 Géorgiens résidaient légalement sur le territoire français, 2 550 autres avaient bénéficié d’un séjour temporaire, 403 jeunes Géorgiens avaient bénéficié du statut d’étudiant étranger, 30 citoyens géorgiens avaient obtenu la nationalité française et que 201 Géorgiens avaient obtenu le droit d’asile (sur 1 995 demandes).  
Les ressortissants français peuvent se rendre sur le territoire géorgien (à l'exception de l’Abkhazie et de l'Ossétie du Sud) sans visa, muni d’une pièce d'identité valide, pour les séjours de moins d’une année.
Le 3 mars 2020, le service consulaire est lui aussi transféré au 8 rue Brémontier.